# Direction des musées de Finlande
La Direction des musées de Finlande  (en finnois : Museovirasto, en suédois : Museiverket) est une entité administrative dépendant du ministère de l'Éducation et de la Culture en Finlande.
La direction a pour mission la préservation du patrimoine culturel finlandais.
Elle gère de nombreux musées finlandais comme le musée national de Finlande et est responsable du Répertoire du patrimoine culturel finlandais.

## Organisation
La direction des musées est organisée selon trois objectifs :
- l'environnement culturel[2] ;
- les musées et expositions[3] ;
- le développement des activités des musées[4].

La direction est aussi chargée de la consolidation des statistiques des musées finlandais. La direction a 280 employés permanents.

## Directeurs
Ils sont nommés jusqu'en 1971 archéologue de l'État, de 1972 à 1992 directeur, et à partir de 1993 directeur général.
- 1885–1915, Johan Reinhold Aspelin
- 1915–1926, Hjalmar Appelgren-Kivalo
- 1926–1927, Julius Ailio
- 1927–1928, U. T. Sirelius
- 1928–1929, Julius Ailio
- 1929–1935, Juhani Rinne
- 1935–1959, Carl Axel Nordman
- 1959–1971, Nils Cleve
- 1972–1993, Carl Jacob Gardberg
- 1993–2003, Henrik Lilius
- 2003–2009, Paula Purhonen
- 2010–, Juhani Kostet

## Histoire
En 1666, dans la Suède-Finlande les sites préhistoriques et les monuments historiques sont déclarés sous la protection de l'État. Il est demandé au clergé de compiler les descriptions des sites historiques et d’intérêt topographique de leurs paroisses. Une vingtaine de descriptions sont alors envoyées au Collège des antiquités de Stockholm nouvellement fondé. Dans les années 1680, la loi est étendue aux objets métalliques précieux déterrés qui doivent être remis à la Couronne contre récompense.
Au XVIIIe siècle, la loi sur le patrimoine historique est complétée à plusieurs reprises en particulier en 1734. C'est à cette époque que l'on commence à voir les monuments et objets historiques comme faisant partie de l'héritage culturel national puisqu'ils représentent les œuvres des ancêtres.
À la suite de la guerre de Finlande de 1808-1809, la Finlande devient le grand-duché autonome de Finlande intégré à la Russie. La loi suédoise de 1734 est toujours en vigueur mais aucune autorité n'est chargée d'appliquer la législation sur le patrimoine historique. L'éveil du romantisme national rend sensible à la détérioration progressive des châteaux médiévaux et des églises.
En 1867, la Société de littérature finlandaise initie la protection des monuments historiques de Finlande.
En 1870, la Société Finlandaise des monuments historiques est fondée pour protéger et documenter les monuments historiques nationaux. Elle influencera grandement le développement de la législation et la gestion de monuments historiques. En 1883, le décret de protection des monuments historiques est promulgué. En 1884, le Bureau archéologique est créé qui sera renommé en Commission archéologique de l'État et qui est chargé de la protection générale des monuments historiques du pays.
En 1893, les plus importantes collections historiques culturelles sont regroupées pour former le Musée historique national. En 1916, Dès que le bâtiment est construit le musée national de Finlande ouvre ses portes au public.
En 1972, la commission archéologique est réorganisée et renommée Direction des musées de Finlande.